# Csíkszereda vasútállomás
Csíkszereda vasútállomás (románul Gara Miercurea Ciuc) Hargita megye székhelyének egyetlen vasútállomása.